# حسین علیشاپور
حسین علیشاپور (زاده ۱۷ خرداد سال ۱۳۵۳ در شیراز)، خواننده آواز ایرانی و پژوهشگر موسیقی است.

## زندگی
دوران کودکی را در دبستان شهید نگهبان و دوران راهنمایی و دبیرستان را در مجموعه آموزشی رسالت تهران و سعادت بوشهر گذراند. از سال ۱۳۷۱ همزمان با ورود به دانشگاه به کلاس آواز صدیق تعریف راه یافت و تا سال ۱۳۷۵ از او ردیف موسیقی آوازی را فرا گرفت.
همچنین بین سال‌های ۱۳۷۵ تا ۷۶ به نزد رضوی سروستانی راه یافت و از او آموزه‌های آوازی و ردیف را آموخت. پس از آن به مدت کوتاهی از راهنمایی‌های محسن کرامتی بهره‌مند شد و دستگاه‌های راست‌پنجگاه و نوا را نزد او آموخت. نقطه عطف دوران آموزشی علیشاپور، راه یافتن به کلاسِ منوچهر همایون‌پور بود که در سال ۱۳۷۹ رخ داد. او از منوچهر همایون‌پور٬ ظرایف شعرخوانی و تاکیدات کلامی و شیوه آوازی ادیب خوانساری به همراه شیوه استخراج صوت مختص خود همایون‌پور را آموخت.
وی در همین سال‌ها به نزد حسین عمومی راه یافت تا با برخی از ظرایف و پیچیدگی‌های مکتب آوازی اصفهان آشنا شود.

## آثار
- آلبوم طلیعه دشتی[۲] به آهنگسازی احسان عبایی در سال ۱۳۸۷ منتشر شد.
- آلبوم بادبان شکسته[۳] به آهنگسازی حسین قاسم‌پور در سال ۱۳۸۹ منتشر شد.
- آلبوم آوای تو[۴] به آهنگسازی فرهاد ابراهیم‌خانی در سال ۱۳۸۹ منتشر شد.
- اپرای مولانا به آهنگسازی بهزاد عبدی از دیگر آثار اوست که به صورت دی وی دی منتشر شده و هنوز به صورت صوتی به عرضه نرسیده است. در این اثر حسین علیشاپور در نقش پدر مولانا به همراه خوانندگانی چون همایون شجریان، محمد معتمدی، علی خدایی، ملیحه مرادی، مصطفی محمودی، اسحاق انور، مهدی امامی، کیوان فرزین، سارا رضازاده، علی یاری، رضا نجفی، علی نجفی، سولماز بدری، محمدرضا صادقی، عامر شادمان، مهدی جاور، سجاد پورقناد و احسان نصیری اجرا کرده است.
- آلبوم تنها[۵][۶] به آهنگسازی سیامک جهانگیری در سال ۱۳۹۰ منتشر شد.
- آلبوم طغیان[۷] به آهنگسازی میدیا فرج نژاد در سال ۱۳۹۲ منتشر شد.
- اپرای حافظ در سال ۱۳۹۱ که در آن جا به نقش عبید زاکانی حاضر شده است.
- آلبوم خیام و مینی مال[۸] به آهنگسازی پوریا شیوافرد
- آلبوم واپسین بدرود[۹] به آهنگسازی آرش احمدی نسب
- آلبوم نگارینه[۱۰] به آهنگسازی سیامک جهانگیری
- آلبوم هین کج و راست می‌روی به آهنگسازی هادی آذرپیرا
- آلبوم نام تو[۱۱] به آهنگسازی کوروش شاهانی و تنظیم بهزاد عبدی
- آلبوم ترنگاترنگ[۱۲] ساز و آواز بداهه با سنتور علیرضا فلسفی
- آلبوم شوق دیدار تو به آهنگسازی شهناز نوابی و تنظیم مزدا انصاری
- آلبوم آن سیاه افسون کار[۱۳] به آهنگسازی نگار خارکن
- آلبوم ده تصنیف[۱۴] با همراهی ده آهنگساز و هفت خواننده
- آلبوم صدایی نیست[۱۵] با آهنگسازی نوید توسلی
- آلبوم می‌رسد باران[۱۶] به آهنگسازی سیامگ جهانگیری بر روی اشعار نیما یوشیج
- آلبوم حکایت به آهنگسازی برزو امیری، سال انتشار 1392
- آلبوم بی تابانه به آهنگسازی ایمان عنصری، سال انتشار 1395
- آلبوم کهن نوای نو به آهنگسازی علیرضا مظفریان، سال انتشار 1395
- آلبوم سرو بالا به آهنگسازی محمد عشقی، سال انتشار 1396
- آلبوم فریاد بی حاصل به آهنگسازی محمد سلیمانیان، سال انتشار 1396
- آلبوم چقدر ز خویشتن دورم به آهنگسازی احسان عبایی، سال انتشار 1396
- آلبوم آذر به آهنگسازی نسترن هاشمی، سال انتشار 1397
- آلبوم چه فکر میکنی به آهنگسازی فرزاد محمدنژاد، سال انتشار 1398
- آلبوم سرو مهر به آهنگسازی صمد برقی، سال انتشار 1403

## کنسرت‌ها
- حسین علیشاپور خوانندهٔ گروه همنوازان کلهر است که در سال ۱۳۹۰ همراه با کیهان کلهر در کشورهای انگلیس (فستیوال جاز لندن)، فرانسه، مجارستان و بلژیک به اجرای برنامه پرداخته است.[۱۷]
- حسین علیشاپور با گروه همنوازان کلهر هم چنین در فستیوال مولانای قونیه نیز به اجرا پرداخته است.[۱۸]
- حسین علیشاپور سلسله کنسرت‌های ساز و آواز را برای اشاعهٔ موسیقی آوازی به همراهی مهدی رستمی نوازنده سه‌تار برگزار کرده است.[۱۹][۲۰] آغاز این اجراها با برنامه کنسرت پژوهشی به یاد استاد ادیب خوانساری و منوچهر همایون پور بوده است.[۲۱]
- علیشاپور کنسرت‌های متعددی را با گروه‌هایی چون همنوازان برگ ریز،[۲۲] آوای ماه، آوای همساز، مهتاب رو، سپندار، همنوازان طلوع، نوای نهفت و … در سراسر ایران برگزار کرده است.
- او در دسامبر ۲۰۱۴ به همراه گروه آوای ماه در فستیوال الانشاد الجزایر شرکت کرده است.
- او هم چنین تور کنسرت انگستان را با نام انعکلاس سکوت با مهدی رستمی و ادیب رستمی در زمستان ۱۳۹۴ برگزار کرده است.[۲۳] تور کنسرت‌های ایران با استاد مسعود شعاری در سال 1394[۲۴][۲۵] و تور ایران با استاد حمید متبسم در سال ۱۳۹۵ نیز از سوابق اوست.[۲۶]
- علیشاپور در سال ۱۳۹۵ در جشنواره موسیقی فجر به اجرای موسیقی پرداخت و بخشی از این اجرا به عنوان گروه برگزیده در اختتامیه این جشنواره تکرار شد.[۲۷]
- حسین علیشاپور در سال ۱۳۹۵در نخستین جشنواره موسیقی کلاسیک ایرانی همراه با محمد آدینه به اجرای ساز و آواز پرداخت.[۲۸]
- حسین علیشاپور در سال ۱۳۹۷ با ارکستر ملی ایران به رهبری فریدون شهبازیان و همراه با علی اصغر شاهزیدی در شب یادمان استاد علی تجویدی به روی صحنه رفت. [۲۹]
- حسین علیشاپور در سال ۱۳۹۷ همراه با گروه هم نوازان برگ‌ریز به همراهی نوازندگان مطرح موسیقی، اردشیر کامکار، ارژنگ کامکار، حسین بهروزی نیا و فرزاد محمدنژاد در چند شهر ایران از جمله گرگان و یزد کنسرت برگزار کرد.[۳۰]
- علیشاپور در سال ۱۳۹۰ داور نهمین جشنواره موسیقی آبادان بوده است.[۳۱] همچنین او در سال ۱۳۹۵ عضو هیئت داوران جشنواره فرهنگی وزارت بهداشت بوده است.[۳۲]
- ۱۴۰۳ - ارکستر موسیقی ملی ایران در گرامی‌داشت یاد علی جعفریان به رهبری همایون رحیمیان در تالار وحدت تهران[۳۳]

فعالیت‌های آموزشی
حسین علیشاپور در شهرهای تهران، یزد، بوشهر و مشهد مشغول تدریس آواز ایرانی است.